# Никола Люпо
Никола́ Люпо́ (фр. Nicolas Lupot; 4 декабря 1758, Штутгарт — 14 августа 1824,  Париж) — французский скрипичный мастер. Крупнейший после Антонио Страдивари скрипичный мастер.

## Биография
Сын и ученик Франсуа Люпо (1725—1804). Детство провёл в Штутгарте, где его отец служил королевским придворным скрипичный мастером. В 1769 году с семьёй переселился в Орлеан. В 1766 году впервые стал самостоятельно делать скрипки. С 1794 года жил в Париже, работал у известного скрипичного мастера Франсуа Пикэ, оказавшего на него значительное влияние.
В 1798 году открыл собственную мастерскую. В 1814 году Людовик XVIII назначил Никола Люпо гитарным и скрипичным мастером королевского двора и поставщиком королевской музыкальной школы. В честь этого на одной из своих скрипок Люпо с законной гордостью в 1815/1816 году поместил табличку: «Н. Lupot Luthier De La Musique Du Roi Et де l'École Royale де Musique».
С 1815 был придворным мастером Королевской капеллы.

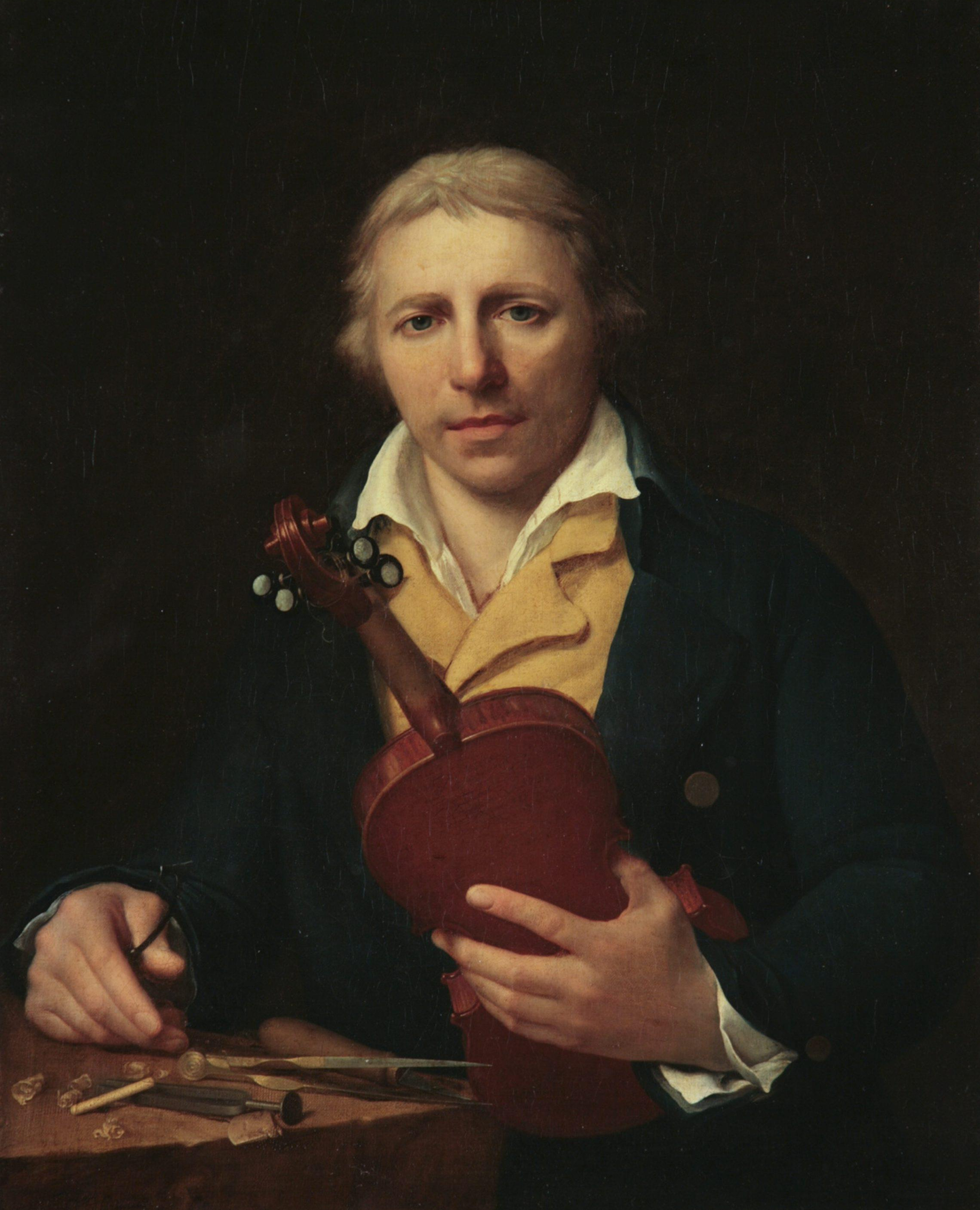
Портрет Никола Люпо, работы худ. Г. Лоримье. 1805 г.

Созданные им лучшие инструменты, которые ценятся очень высоко, относятся к 1805—1824 годам. Работая по модели Страдивари, Люпо в своих скрипках этого периода объединил характерные особенности внешней отделки и типа звучания, свойственные французской школе скрипичных мастеров.
Отличительные внешние признаки скрипок Люпо — сравнительно большой патрон, эфы индивидуального очертания (поставленные выше, чем у итальянских мастеров), дно, обычно, из цельного куска (Люпо применял ель радиального распила, необыкновенно красивого и разнообразного рисунка), лак красного или красновато-оранжевого цвета.
Скрипки Люпо обладают сильным, блестящим тоном, но не всегда разнообразным тембром и гибкостью звучания. Более ранние инструменты мастера несколько грубоваты по отделке, лак красный или красновато-коричневый.
Немецкий скрипач, композитор, дирижёр Луи Шпор в автобиографии (1860) писал, что, впервые услышав звучание скрипок Люпо, сразу же сменил старинные немецкие инструменты на скрипки француза, и с тех пор играл во всех своих гастролях только на них.
Кроме скрипок, Люпо изготовлял также превосходные виолончели и альты.